# Крайнов, Михаил Сергеевич
Михаил Сергеевич Крайнов (17 ноября 1941 года, село Новоспасское, Александровский район, Чкаловская область — 28 сентября 2000 года, село Новоспасское, Александровский район, Оренбургская область) — тракторист-машинист колхоза «Прогресс» Александровского района Оренбургской области. Полный кавалер Ордена Трудовой Славы.

## Биография
Родился в 1941 году в крестьянской семье в селе Новоспасское. После окончания в 1957 году семилетки обучался в СПТУ № 12 в селе Шарлык. С 1958 года — тракторист колхоза «Прогресс» Александровского района.
Досрочно выполнил личные социалистические обязательства и плановые задания Девятой (1971—1975) и Десятой (1976—1980) пятилеток. За выдающиеся трудовые достижения Указами Президиума Верховного Совета СССР награждён Орденом Трудовой Славы 3-й степени (Указ от 14.02.1975) и 2-й степени (Указ от 12.04.1979).
В 1976 году окончил курсы механизации при СПТУ № 12 в селе Шарлык по специальности «тракторист трактора К-700». В 1983 году получил среднее образование, окончив вечернюю среднюю школу в селе Новоспасское.
Указом Президиума Верховного Совета СССР от 28 августа 1990 года «за достижение высоких результатов в сельскохозяйственном производстве, переработке и продажи государству сельскохозяйственной продукции на основе прогрессивной технологии и передовых методов организации труда» награждён Орденом Трудовой Славы 1-й степени.
После выхода на пенсию проживал в родном селе Новоспасское Александровского района. Скончался в сентябре 2000 года.
Награды
- Орден Трудовой Славы 3 степени (14.02.1975)
- Орден Трудовой Славы 2 степени (12.04.1979)
- Орден Трудовой Славы 1 степени (28.08.1990)